# Liste des monuments historiques de Waldhof-Falkenstein
La Liste des monuments historiques de Waldhof-Falkenstein contient un monument historique à Waldhof-Falkenstein, une municipalité allemande située dans le Land de Rhénanie-Palatinat et l'arrondissement d'Eifel-Bitburg-Prüm.

## Liste
| Monument                                 | Adresse | Coordonnées                      | Notice | Protection | Date | Illustration                             |
| ---------------------------------------- | ------- | -------------------------------- | ------ | ---------- | ---- | ---------------------------------------- |
| Ruine du château Falkenstein, 12e siècle |         | 49° 58′ 10″ nord, 6° 11′ 40″ est |        |            |      | Ruine du château Falkenstein, 12e siècle |